# مدرسه موریم
مدرسه موریم (کره‌ای: 무림학교) یک مجموعه تلویزیونی محصول کره جنوبی سال ۲۰۱۶ با بازی لی هیون وو، لی هونگ بین، سو یه جی و جونگ یو جین است. این مجموعه از ۱۱ ژانویه تا ۸ مارس ۲۰۱۶، روزهای دوشنبه و سه‌شنبه ساعت ۲۱:۵۵ (کی‌اس‌تی) از کی‌بی‌اس۲ برای ۱۶ قسمت پخش شد. داستان این مجموعه حول محور مؤسسه مرموز موریم می‌گذرد و و معلمان و دانش‌آموزان آن از کشورهای مختلف می‌آیند که هرکدام داستان منحصر به فرد خودش را دارد.